# Chiesa di San Pietro (Fidenza)
La chiesa di San Pietro, con annesso ex convento, è un luogo di culto cattolico dalle forme barocche, situato in piazza Don Vincenzo Gioberti 1 a Fidenza, in provincia di Parma e diocesi di Fidenza; è sede di una parrocchia compresa nel vicariato di Fidenza.

## Storia
L'originario luogo di culto dedicato a san Pietro Apostolo fu innalzato fra l'XI e il XII secolo dai benedettini dell'abbazia di San Giovanni Evangelista di Parma, come testimoniato da un atto risalente al 1144; i frati mantennero la proprietà della chiesa per secoli, affidandone la cura ad un parroco, che si fregiava del titolo di priore in quanto gestore anche del vasto patrimonio annesso.
Nel 1588 i benedettini cedettero il priorato agli eremitani agostiniani, con approvazione del papa Sisto V. I frati decisero la costruzione di un tempio e ne affidarono nel 1602 la progettazione all'architetto Maurizio Bacchini; il cantiere fu avviato l'anno seguente e fu chiuso nel 1613, con la consacrazione del luogo di culto.
Il convento adiacente fu innalzato verso la fine del XVII secolo sul luogo dell'antica canonica, su progetto dell'architetto Carlo Draghi.
Nel 1768 il primo ministro Guillaume du Tillot decretò l'espulsione dal ducato di Parma e Piacenza dei religiosi appartenenti a numerosi ordini, tra i quali gli agostiniani, che furono costretti a lasciare la chiesa ed il convento, requisiti dalla Camera Ducale; nel 1772 i frati furono autorizzati a rientrare in possesso del tempio, che fu riaperto al culto e, negli anni seguenti, arricchito con nuove decorazioni interne per volere del duca Ferdinando di Borbone. Il monastero fu invece adibito a sede di uffici governativi, tra cui la sottoprefettura di Borgo San Donnino.
Nel 1820 gli agostiniani lasciarono definitivamente la chiesa, da allora gestita direttamente dalla diocesi di Fidenza.
Nel 1860 il luogo di culto fu temporaneamente chiuso per ordine del sindaco di Fidenza, che lo destinò a magazzino di foraggio per i cavalli delle truppe regie. Anche durante la prima guerra mondiale il tempio fu occupato per ragioni belliche, da parte del Genio Militare, che lo liberò nuovamente nel 1919 in seguito ad alcuni lavori di restauro.
Il convento fu parzialmente distrutto nel 1944 durante i bombardamenti alleati della seconda guerra mondiale e ricostruito nel dopoguerra; in seguito alla soppressione della sottoprefettura di Fidenza, divenne sede degli uffici tributari.
La chiesa, ormai degradata negli esterni, fu sottoposta ad un restauro della facciata e del prospetto laterale nel 2015.

## Descrizione
La chiesa si sviluppa su una pianta a tre navate, allungandosi a fianco dell'ex convento, che si articola attorno al chiostro interno quadrato.

### Chiesa

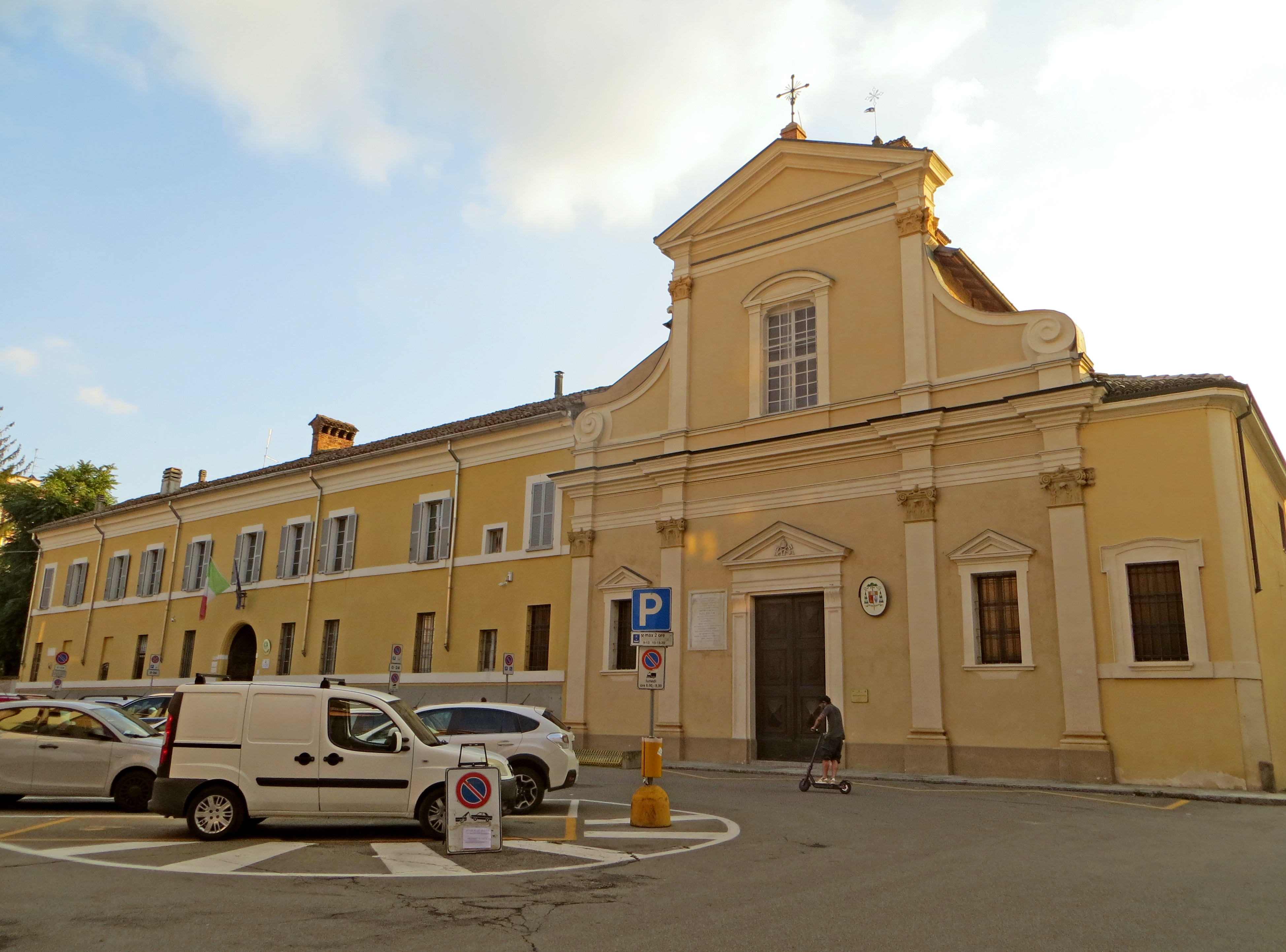
Facciata

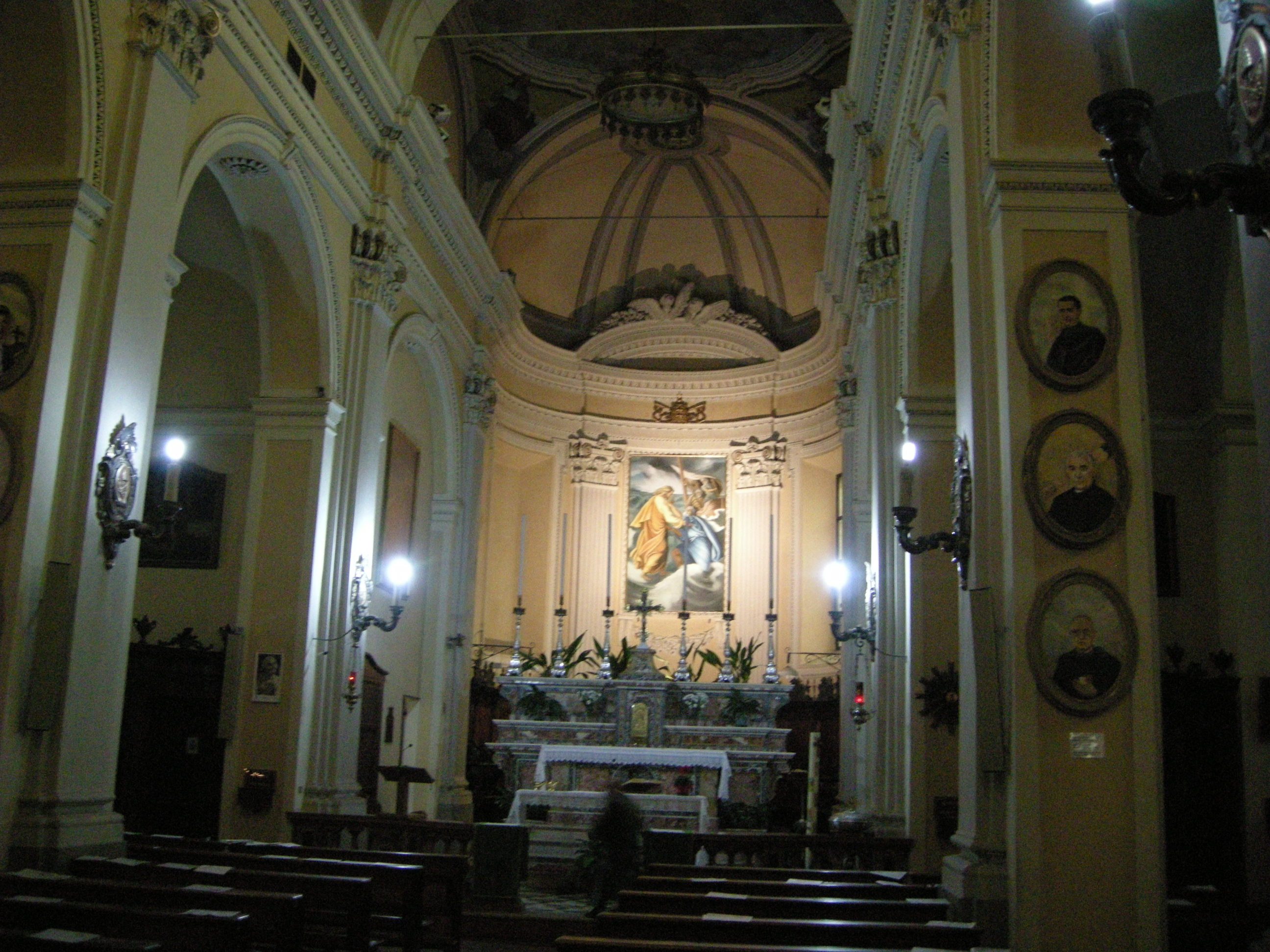
Navata centrale

La porzione principale della facciata barocca del tempio, interamente intonacata, è suddivisa orizzontalmente da un profondo cornicione in aggetto. La parte inferiore è scandita in tre porzioni da quattro lesene coronate da capitelli corinzi; al centro è posizionato il grande portale d'ingresso, affiancato da lesene a sostegno del timpano triangolare, al cui interno si stagliano le chiavi di san Pietro; alla sua sinistra è posizionata una lapide marmorea, celebrativa della visita all'edificio da parte del papa Pio VII, avvenuta nel 1814; ai lati si aprono due finestre, inquadrate da cornici sormontate da timpani. Al centro della parte superiore è collocata una grande finestra, incorniciata e coronata da timpano circolare; in sommità si staglia, sostenuto da lesene con capitelli corinzi, il grande frontone triangolare; ai lati sono collocate due ampie volute.
Sulla destra il prospetto si allunga con un'ulteriore piccola porzione innalzata fino al livello del profondo cornicione del tempio; vi si apre nel mezzo un'ampia finestra inquadrata da una cornice dai tratti barocchi. Sulla sinistra, invece, la fronte dell'adiacente convento ingloba l'ultima sezione della chiesa; la finestra corrispondente risulta perfettamente integrata nella facciata del monastero, dai tratti classici.
All'interno le tre navate sono suddivise da ampie arcate a tutto sesto, sostenute da pilastri arricchiti da doppie lesene con capitelli corinzi; sull'elaborato cornicione in sommità si impostano le volte a crociera di copertura, decorate con alcuni stucchi barocchi. Sulle strette navate laterali si aprono tre cappelle per lato, innalzate nel 1786 per volere del duca Ferdinando di Borbone.
Il presbiterio absidato, dai tratti marcatamente barocchi, è arricchito da lesene, cornici e decorazioni in stucco, raffiguranti festoni, putti e ghirlande; in sommità la volta a vela è interamente coperta da affreschi.
All'interno dell'edificio sono presenti alcune opere di pregio, tra cui la stampa dell'Apoteosi dell'Ordine Agostiniano, risalente al 1616, e una statua in legno raffigurante la Madonna della consolazione, eseguita nel 1611.

### Convento

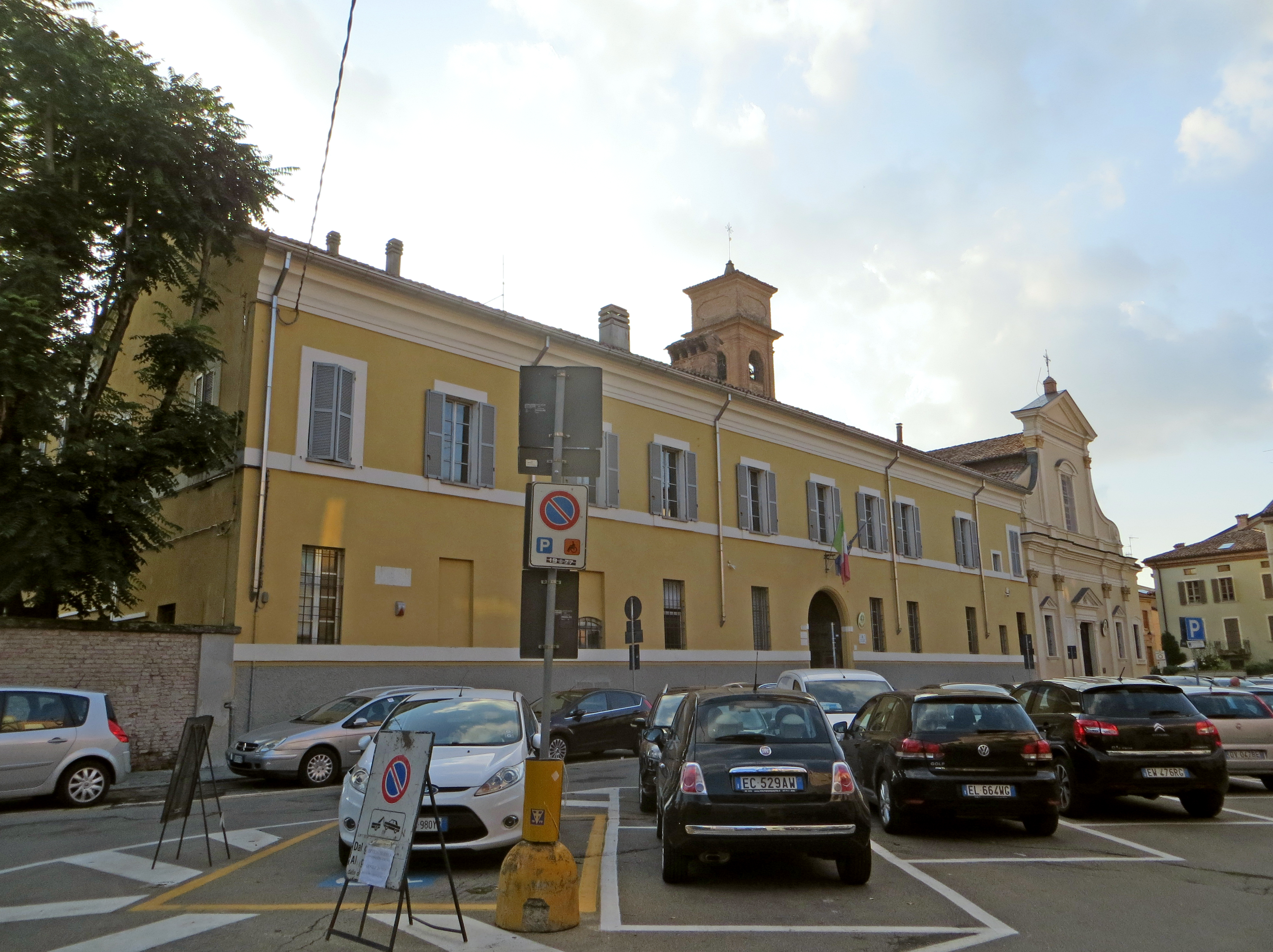
Convento

Il prospetto principale si innalza su due livelli fuori terra oltre il seminterrato; al centro è collocato l'ampio portale d'ingresso ad arco a tutto sesto, lievemente strombato, ai cui lati si aprono a cadenza irregolare semplici finestre con inferriate; al di sopra di una fascia marcapiano sono posizionate le bucature del primo piano, inquadrate da cornici lineari; a coronamento si allunga il profondo cornicione in aggetto.
All'interno si accede al cortile centrale; il quadriportico del livello terreno, coperto da volte a crociera, è sostenuto da massicci pilastri a sezione quadrata con capitelli, su cui si impostano le ampie arcate a tutto sesto.